# Богатыри (регбийный клуб)
«Богатыри» (до 2012 — «Юг», до 2020 — «Кубань») — регбийный клуб из Краснодара. Основан в 1996 году. Выступал в чемпионате России по регби и продолжает играть в Чемпионате России по регби-7. Основной упор делает на участие в российских и международных турнирах по регби-7 и в этой разновидности регби клуб достиг наибольших успехов. Команда по регби-15 была расформирована из-за финансовых проблем.

## История

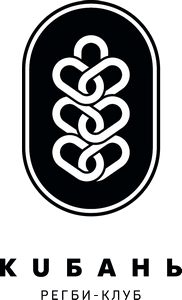
Эмблема РК «Кубань» в 2016—2020.

В сезоне 2016 года «Кубань» вернулась в «классику» российского регби-15 и стала финалистом Кубка России.
Спонсором «Кубани» и основным источником финансирования всего южного кластера российского спорта был миллиардер Олег Дерипаска с 2015 года, который помог погасить клубу долг в размере 60 миллионов рублей, а также приобрёл тренировочное оборудование для регбийной команды и организовал в Краснодарском крае сеть школ с регбийными секциями.
Однако в разгар чемпионата России 2019 года Дерипаска заявил, что больше финансировать «Кубань» не будет, а руководство Краснодарского края также отказалось выделять средства на содержание клуба. В связи с резким сокращением финансирования клуб фактически лишился стадиона и спортзалов, а легионеры и тренер Филипп Верохико объявили забастовку, отказавшись от участия в одном из матчей чемпионата России.
В сезоне 2020-2021 команда по регби-15 была переименована в «Богатыри», а «Кубань» продолжила выступление в чемпионате по регби-7. Однако по итогам этого же сезона «Богатыри» заняли последнее место в регулярном чемпионате, набрав 1 очко. В мае 2021 года клуб объявил о расформировании команды из-за отсутствия финансирования. В августе 2021 года команда заявилась на участие в Высшей лиге сезона-2021/22, которую выиграла 12 июня 2022 года в финале против команды «Химик» (Дзержинск) (60:18).

## Текущий состав
Сезон 2020 (информация актуальна на 31.07.2020 и требует уточнения по составу)

## Известные игроки
- Владимир Аксёнов
- Кевин Акуабу
- Александр Безверхов
- Тагир Гаджиев
- Назир Гасанов
- Кирилл Губин
- Магомед Давудов
- Хетаг Дзобелов
- Вячеслав Красильник
- Юрий Кушнарёв
- Андрей Лизогуб
- Андрей Маху
- Владимир Остроушко
- Сергей Сугробов
- Вячеслав Титика
- \ Мамука Хечикови
- Роман Ходин
- Мариано Филомено
- Эдуард Филатов

## Достижения
Регби-15
- Победитель Высшей лиги России — 1 раз (2022)
- Бронзовый призёр Высшей лиги России — 1 раз (2023)
- Финалист Кубка России — 1 раз (2016)

Регби-7
- Чемпион России — 5 раз (2008—2010, 2013, 2015)
- Серебряный призёр Чемпионата России — 2 раза (2007, 2014)
- Бронзовый призёр Чемпионата России — 4 раза (2004—2006, 2012)
- Обладатель Кубка России — 5 раз (2007, 2009, 2010, 2013, 2014)
- Обладатель Кубка Европейских чемпионов — 1 раз (2016)
- Финалист Кубка Европейских чемпионов — 3 раза (2008, 2009, 2010)
- Бронзовый призёр клубного Чемпионата мира — 1 раз (2014)

## Тренеры и административный состав клуба
- Владимир Остроушко (генеральный директор клуба[5])
- Антон Левченко (ИО главного тренера)
- Вячеслав Титика (тренер по нападающим)
- Эдуард Филатов (тренер по защитникам)
- Мефодий Черных (тренер по физподготовке)
- Вадим Мохов (начальник команды)
- Мусатов Семен (видеоаналитик)
- Олег Королев (массажист)
- Юрий Парфенов (массажист)